# Västliga apacher

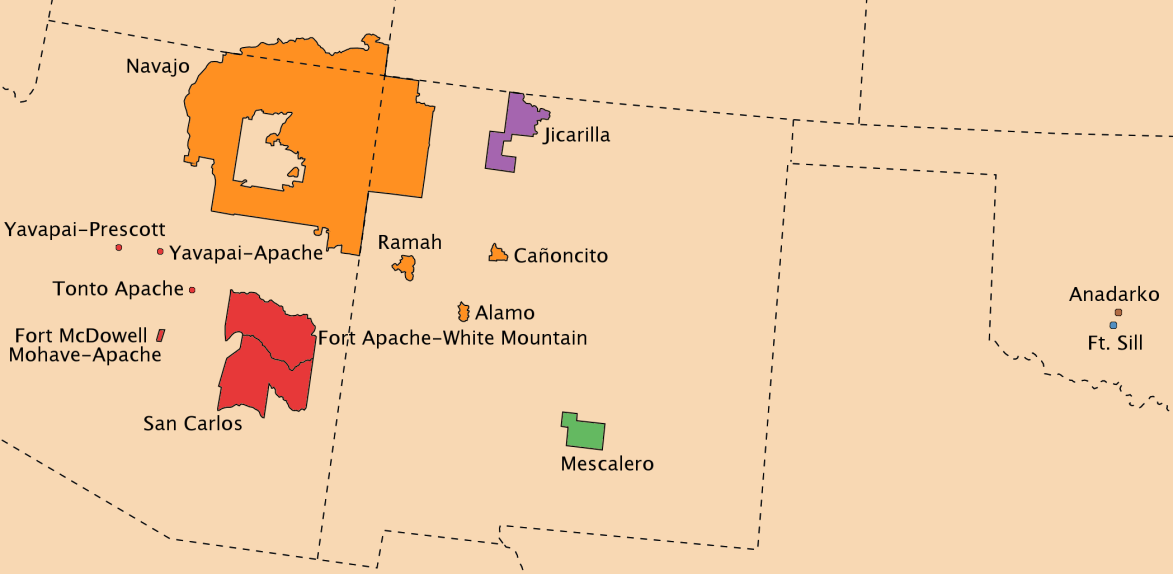
Moderna indianreservat avsatta för apacher, navahoer och yavapai.

Västliga apacher är kulturantropologers och historikers namn på fyra nordamerikansk urbefolkningar i Arizona som talar ett sydathabaskiskt språk och tillhör den apachiska kulturgruppen.

## Definition
Till de västliga apacherna hör: White Mountain Apache, San Carlos Apache, Cibecue Apache och Tonto Apache.

## Indiannationer
Idag bor de flesta västliga apacher på indianreservat i Arizona och tillhör följande indiannationer: White Mountain Apache Tribe of the Fort Apache Reservation, San Carlos Apache Tribe och Tonto-Apache Tribe.

## Demografi
Vid folkräkningen 2000 rapporterades följande helt eller delvis etniska tillhörigheter: 
- White Mountain Apache 12 604 personer.
- San Carlos Apache 10 079 personer.
- Payson Tonto Apache 187 personer.